# Камельчук, Юрий Александрович
Юрий Александрович Камельчук (укр. Юрій Олександрович Камельчук; род. 12 февраля 1980, Львов) — украинский политик. Народный депутат Украины IX созыва (с 2019 года).

## Биография
Родился 12 февраля 1980 года во Львове.
В 17 лет стал журналистом червоноградской газеты «Вестник». После этого работал ведущим на радио в Червонограде, ведущим Люкс FM во Львове, программным директором на радио в Червонограде, исполнительным директором «Неорадио» в Червонограде и редактором международных новостей Люкс FM в Киеве.
С 1998 по 2003 год учился на факультете журналистики Львовского национального университета имени Ивана Франко. Прошёл тренинги Энтони Робинса, Фрэнка Пьюселика и Майкла Роуча.
Является основателем бизнес-сообщества Ukrainian Business Community и платформы развития бизнеса «Бизнес Актив». Занимался бизнес-треннингом. Являлся одним из тренеров женского фестиваля «Анима», посвящённого взаимоотношениям мужчин и женщин. Учредитель предприятий «Бизнесфорум», «Еврокапитал», «Премьер», «Бизнесфорум Системс», «Бизнесфорум Групп».
На досрочных парламентских выборах 2019 года был избран по округу № 124 (Червоноград, Сокальский район и часть Каменка-Бугской) от партии «Слуга народа». В Верховной раде стал членом комитета по вопросам энергетики и жилищно-коммунальных услуг.
11 декабря 2020 года стал одним из 849 граждан Украины, против которых российским правительством введены санкции.

## Взгляды
Является противником вакцинации, а COVID-19 считает «выдуманной болезнью».
Предлагал восстановить подачу воды на территорию Крыма.

## Личная жизнь
Женился в 19 лет, а спустя два года у него родилась дочь.